# Мирослав Лечић
Мирослав Лечић (Београд, 20. април 1985) је српски фудбалер. Игра на позицији нападача.

## Каријера
Поникао је у ФК Обреновац 1905, након чега је прошао млађе селекције Црвене звезде. Након завршетка омладинског стажа, позајмљен је Радничком из Обреновца, са којим је наступао у сезони 2003/04. у Првој лиги Србије и Црне Горе. Током лета 2004. се прикључио припремама Црвене звезде код тренера Љупка Петровића. Дебитовао је за Црвену звезду у 4. колу такмичарске 2004/05, у победи 1:0 над Земуном на Маракани. Лечић је почео утакмицу у стартних 11, а на полувремену га је заменио Бошко Јанковић. То ће му бити и једини званичан наступ у дресу Црвене звезде, јер је остатак уговора провео играјући на позајмицама, у Јединству са Уба, Младости из Апатина (у два наврата), Палићу и поново обреновачком Радничком.
Почетком 2008. прелази у словеначког друголигаша Бонифику. У овом клубу је провео годину и по дана, да би након тога по трећи пут заиграо за обреновачки Раднички, током јесењег дела сезоне 2009/10. у Српској лиги Београд. Следи одлазак у Румунију, где наступа за друголигаше Универзитатеу из Клужа и Отопени. Почетком 2011. се враћа у српски фудбал и потписује за Бежанију, у којој проводи календарску 2011. годину наступајући у Првој лиги Србије. Следи одлазак у Казахстан, где наступа за Тараз, па повратак у Србију и играње у прволигашком такмичењу за Доњи Срем и Јагодину.
Током 2016. поново игра у Казахстану, овога пута за Акжајик. Почетком 2017. се враћа у прволигаша Јагодину, где током пролећног дела сезоне 2016/17. на 15 утакмица постиже 10 голова. Током лета 2017. се прикључује Земуну, у чијем дресу наступа током јесењег дела сезоне 2017/18. у Суперлиги Србије. За пролећни део ове сезоне се враћа ранг ниже, у Прву лигу Србије, где игра за Металац из Горњег Милановца. Током 2018. по трећи пут игра у Казахстану, овог пута за Кизилжар.